# The Time Traveler's Wife (film)
 For alternative betydninger, se The Time Traveler's Wife. (Se også artikler, som begynder med The Time Traveler's Wife)
The Time Traveler's Wife er en amerikansk science fictionfilm fra 2009 instrueret af Robert Schwentke og baseret på Audrey Niffeneggers roman af samme navn fra 2003.

## Medvirkende
- Eric Bana
- Rachel McAdams
- Ron Livingston
- Jane McLean
- Stephen Tobolowsky
- Arliss Howard
- Brooklynn Proulx
- Alex Ferris
- Hailey McCann
- Tatum McCann
- Michelle Nolden
- Maggie Castle
- Fiona Reid
- Philip Craig
- Brian Bisson